# Sadeghi Beg

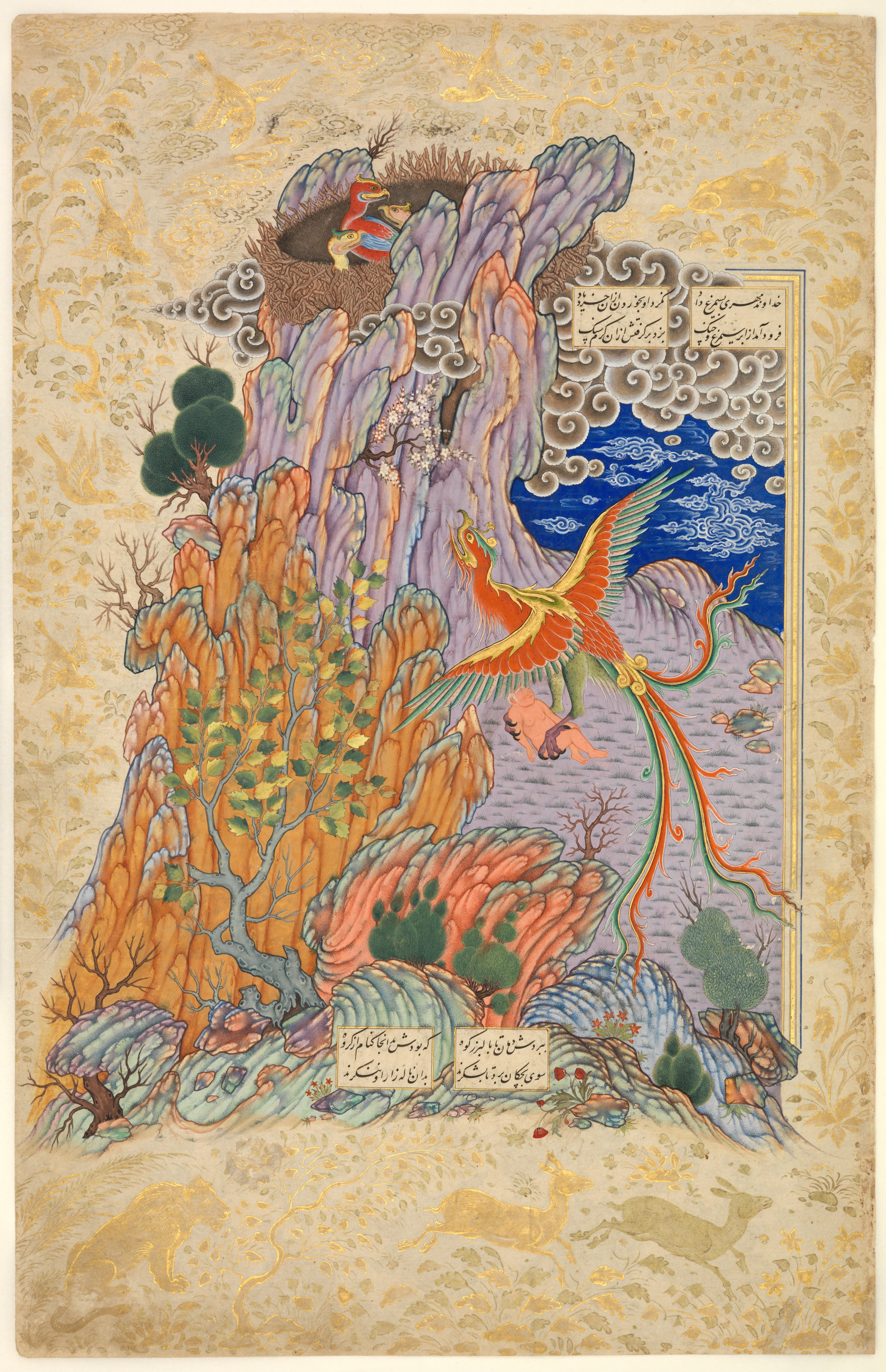
Zal uratowany przez Simorgha (atrybucja), miniatura z rękopisu Szahname szacha Abbasa (1587–1629). Kazwin, ok. 1590 - 1600. Chester Beatty Library

Sadeghi Beg, pers. صادقی بیگ (albo Sadeghi, Sadeghi Beg Afszar) (ur. w Tebrizie w 1533/34 – zm. w Isfahanie w 1609/10) – irański malarz, rysownik, kaligraf i pisarz epoki Safawidów.

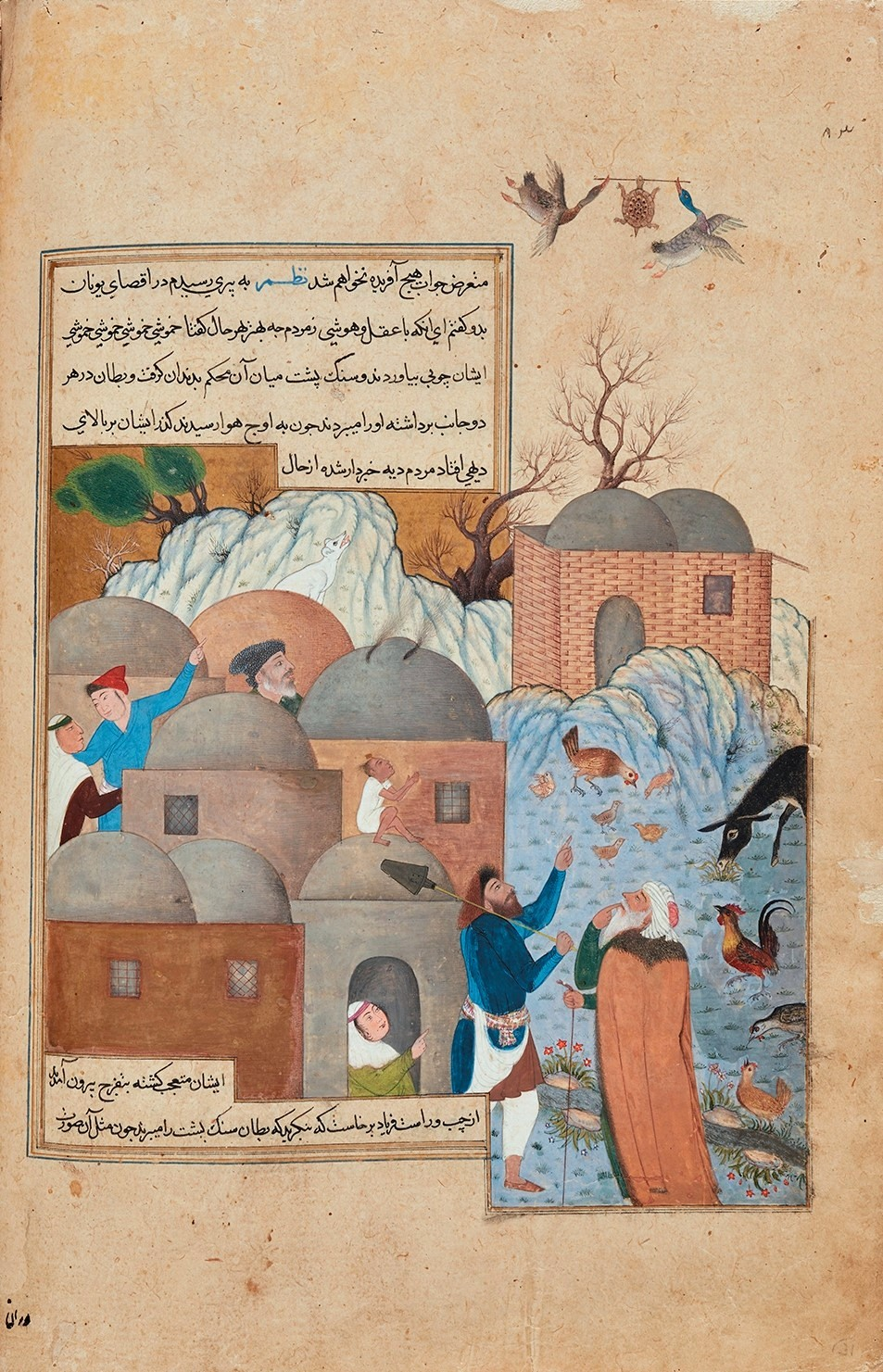
Kaczki niosą żółwią ponad wsią (atrybucja), miniatura z rękopisu Anwar-e Sohajli Kaszefiego. Kazwin, 1593. Muzeum Agi Chana

Należał do arystokracji plemiennej Chudabandalu, jednego z odgałęzień turkmeńskich Szamlu i był blisko powiązany z przywódcami Afszarów. W wieku lat trzydziestu dwóch postanowił poświęcić się sztuce, studiując pod kierunkiem poety-kaligrafa Mir Saniego w Tebrizie. W 1568 przeniósł się do Kazwinu, gdzie rozpoczął naukę malarstwa u Mozaffara Alego. Jego pozycja w królewskiej kitab-chane szybko rosła – przypisuje mu się miniaturę w rękopisie Garszaspname z 1573/74 (Biblioteka Brytyjska, Or. 12985, fol. 85v), odgrywał również kluczową rolę w ilustrowaniu nieukończonej Szahname Esma’ila II (1576–77) (rozproszona). Siedem przypisywanych mu miniatur wykazuje charakterystyczną dla jego wczesnego stylu oryginalną kolorystykę, zdecydowane kontury, płaską architekturę i rygorystyczny rysunek postaci. Według Eleanor Sims „jego ilustracje rękopisów z lat 70. XVI wieku są kompetentne, ale cokolwiek nudne i kompozycyjnie schematyczne”.

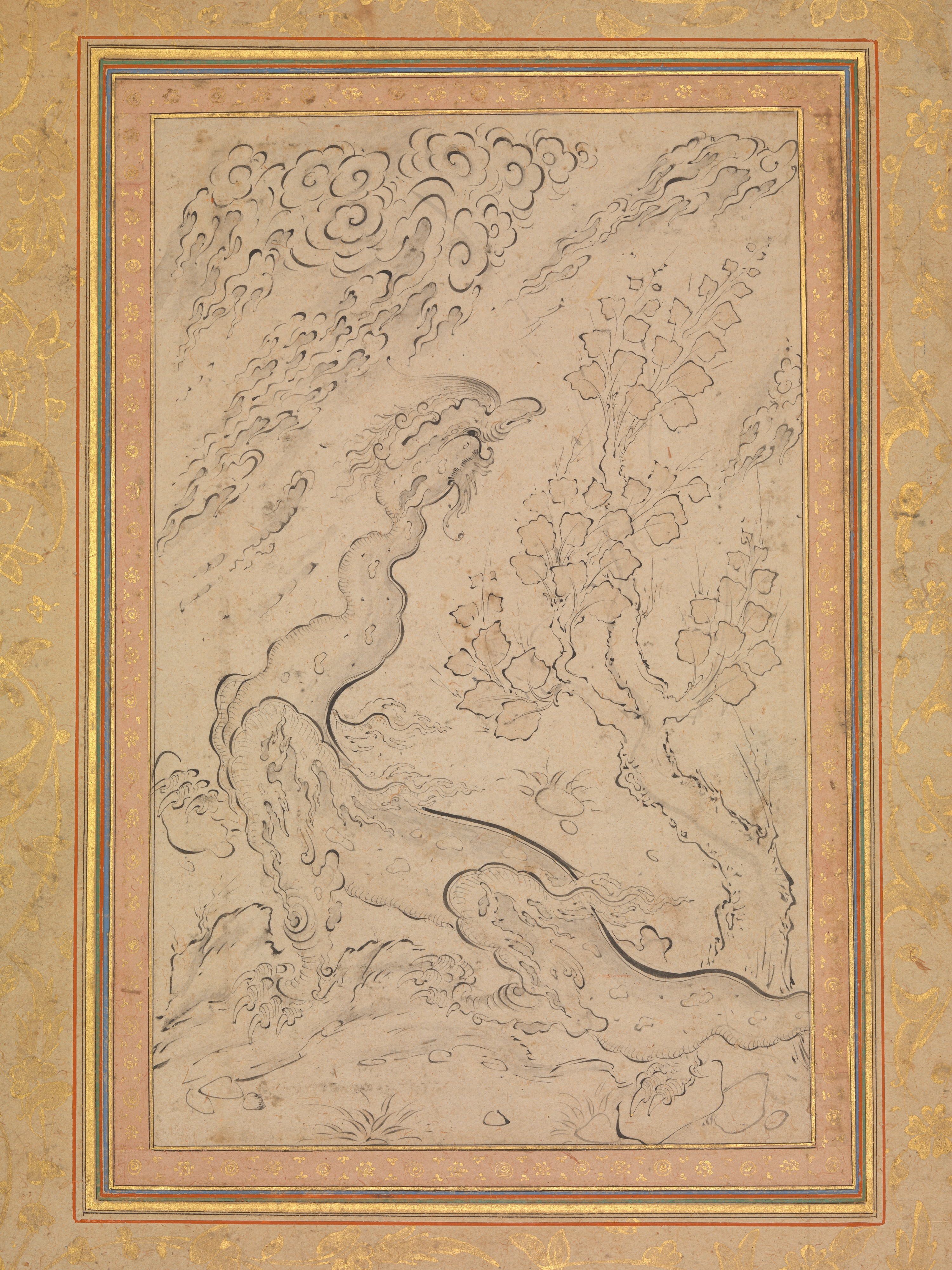
Smok i chmury (atrybucja), koniec XVI wieku. Metropolitan Museum of Art

Mohammad Chodabande (1577–1587) nie był aktywnym patronem malarstwa i Sadeghi opuścił dwór, porzucił ilustrację rękopisów i zaczął tworzyć pojedyncze plansze (Bibliothèque nationale, Supp. Pers. 1171 i Museum of Fine Arts w Bostonie, 14.636). Jego portrety i rysunki pozostają w manierze kojarzonej z Rezą, chociaż twarzy nie charakteryzuje jeszcze typowa dla siedemnastowiecznego Isfahanu pustka. Są one bardzo różne, tak jakby malarz nie wiedział jaki styl zaadaptować. Poza nielicznymi wyjątkami brakuje tutaj również płynnej, „elektrycznej” kreski, która miała cechować późnego Sadeghiego. Po tym jak zamordowano żonę szacha w 1579 Sadeghi opuścił Gilan i Mazandaran, by dwa lata później dzielnie walczyć po stronie Afszarów z Turkmenami w bitwie pod Astarabadem (dzis. Gorgan).
Po objęciu tronu przez Abbasa (1587–1629) otrzymał posadę królewskiego bibliotekarza (kitabdar) w Kazwinie. Nadzorował wykonanie przynajmniej jednego królewskiego projektu, monumentalnej kopii Szahname (Chester Beatty Library, Per 277), przy czym przypisuje mu się trzy z czternastu zachowanych miniatur. Najbardziej niezwykłą z nich jest Zal uratowany przez Simorgha (zobacz ilustracja), gdzie ten znany epizod został umieszczony w niezwykłym, fantastycznym krajobrazie. Ta znakomita kompozycja o majestatycznym wymiarze bardzo różni się od dwóch pozostałych przypisywanych mu ilustracji, które dzielą z nią jedynie pełne fantastycznych kształtów krajobrazy. Podniosły ton miniatur z Szahname, jak i innych jego ówczesnych prac, wiąże się z obecnością w królewskim skryptorium młodego Rezy, który również brał udział w ilustrowaniu przeznaczonego dla szacha rękopisu. W tym okresie Reza i Sadeghi rozwinęli nowy styl rysunku, oparty na technice zaczerpniętej z kaligrafii. Podczas gdy malarze tradycyjnie posługiwali się ostro odcinającymi się liniami, tworzącymi wyraźne kontury przedmiotów, to piszący w nastaligh kaligrafowie różnicowali nacisk trzcinowego pióra jeśli chcieli uzyskać wydłużone litery. Przypisywany Sadeghowi rysunek Smok i chmury (zobacz ilustracja) pokazuje jak posługiwał się on tą techniką tworzenia kresek różnej grubości by uzyskać oślizgłe, wężowate kształty. Niewątpliwie widać tutaj wpływ nieco wcześniejszych osmańskich rysunków w stylu saz.
Korzystając z nowo uzyskanego bogactwa w 1593 Sadeghi zlecił wykonanie niewielkiej kopii Anwar-e Sohajli Kaszefiego (Muzeum Agi Chana, AKM 289), przy czym nieco dwuznaczny kolofon nie rozstrzyga całkowicie kwestii czy to on jest autorem stu siedmiu ilustracji tego rękopisu. Zazwyczaj są mu przypisywane i niewątpliwie wszystkie są wykonane w jednolitym stylu, brak tutaj jednak charakterystycznej dla niego kreski. Te niewielkie, pełne życia miniatury, często w oryginalny sposób reinterpretują przedstawiane już w perskim malarstwie sceny i bardzo różnią się od wcześniejszych dzieł Sadeghiego. W 1597 utracił stanowisko królewskiego bibliotekarza, jednak zachował tytuł i pensję. Ostatnie lata życia poświęcił pisaniu i jego dzieła pozostają ważnymi źródłami na temat safawidzkich artystów, technik malarskich i jego własnego życia. Pisał również poezje w języku perskim i czagatajskim.